# Don Most
Don Most (Brooklyn, 1953. augusztus 8.) amerikai színész, énekes. Legismertebb szerepe Ralph Malph a Happy Days című vígjátéksorozatból.

## Élete
Zsidó családba született. A brooklyni Flatbush-ban élt, és 1970-ben érettségizett az Erasmus Hall High School tanulójaként. 1970-től 1973-ig a Lehigh Universityn tanult, de nem érettségizett. A harmadik meghallgatása után megkapta Ralph Malph szerepét, és Kaliforniába költözött. Szerepelt a Room 222, utolsó, soha nem vetített epizódjában. A műsor 1974 januárjában ért véget, pont a Happy Days kezdete előtt.

## Karrierje
Legismertebb szerepe Ralph Malph, de több filmben is szerepelt, például az 1999-es Ed TV című vígjátékban. Több sorozatban is felbukkant vendégszereplőként, például az Emergency!, CHiPs, Baywatch, Szerelemhajó, Sliders, Star Trek: Voyager, Igen, drágám! és Glee című sorozatokban. Időnként "Donny Most" néven tüntetik fel a stáblistán.
Színdarabokban is szerepel, például a The Sunshine Boys-ban és a Middletown-ban.
Több szombat reggeli rajzfilmben szerepelt szinkronszínészként. 2007-ben önmagát alakította a Family Guy It Takes a Village Idiot, and I Married One című epizódjában.

## Zenei karrierje
Egyetlen pop stílusú nagylemeze, a Donny Most 1976-ban jelent meg a United Records gondozásában. Az "All Roads (Lead Back to You)" és a "Better to Forget Her" című dalok három hétig szerepeltek a Billboard Hot 100-as listán. A "One of These Days" című kislemez csak promóciós célból jelent meg. További kislemezeket jelentetett meg "Here's Some Love", "I'm Gonna Love Loving You" és "I Only Want What's Mine" címekkel, de egyik sem ért el slágerlistás helyezést.
Később áttért a swing műfajára; kiadott egy karácsonyi CD-t Swinging Down The Chimney Tonight címmel és Amerikában turnézott a "Donny Most Sings and Swings" című előadássorozat keretein belül.
"Ooo Baby Baby" és "Smoke from a Distant Fire" című dalai 2021-ben jelentek meg.

## Magánélete
Felesége Morgan Hart színésznő, aki Margaret Hart Ferraro lánya. Két lányuk született, és Los Angeles közelében élnek.